# Edoardo Menichelli
Edoardo Menichelli (San Severino Marche, 14 oktober 1939) is een Italiaans geestelijke en een kardinaal van de Rooms-Katholieke Kerk.
Menichelli volgde het seminarie in San Severino Marche. Daarna studeerde hij aan de Pauselijke Lateraanse Universiteit. Op 3 juli 1965 werd hij tot priester gewijd. Vervolgens verrichtte hij pastorale werkzaamheden in het bisdom San Severino Marche. In 1968 trad hij in dienst van de Romeinse Curie, waar hij werkte bij de Hoogste Rechtbank van de Apostolische Signatuur en de Congregatie voor de Oosterse Kerken.
Op 10 juni 1994 werd Menichelli benoemd tot aartsbisschop van Chieti-Vasto; zijn bisschopswijding vond plaats op 9 juli 1994. Op 8 januari 2004 volgde zijn benoeming tot aartsbisschop van Ancona-Osimo.
Menichelli werd tijdens het consistorie van 14 februari 2015 kardinaal gecreëerd. Hij kreeg de rang van kardinaal-priester. Zijn titelkerk werd de Santi Cuori di Gesù e Maria a Tor Fiorenza.
Menichelli ging op 14 juli 2017 met emeritaat. Op 14 oktober 2019 verloor hij - in verband met het bereiken van de 80-jarige leeftijd - het recht om deel te nemen aan een toekomstig conclaaf.